# أليس هامشي
الأليس الهامشي (باللاتينية: Alyssum marginatum) نوع نباتي يتبع جنس الأليس من الفصيلة الصليبية.

## البيئة والانتشار
موطنه جنوب غرب المشرق العربي. سجل وجوده في الأردن وفلسطين وسيناء.